# Teatrul Odeon (Bucarest)
El Teatrul Odeon (Teatre Odèon) és un teatre de Bucarest, ubicat a la Calea Victoriei (Avinguda de la Victòria). Inicialment, el teatre es va anomenar Teatre dels Treballadors MCR Giuleşti i va ser fundat l'1 de juliol de 1946. El 1974, el Saló Teatre Comèdia Nacional es converteix en el Saló Teatre Majestic Giuleşti. Després de 1990, el teatre es converteix en Giuleşti Teatrul Odeon. El primer director amb el nou nom va ser Vlad Mugur, seguit per Alexander Dabija, Michael Măniuţiu, Dorina Lazar. És de propietat municipal.